# Chaetorhynchus
Chaetorhynchus is een monotypisch geslacht van zangvogels uit de familie Rhipiduridae (voorheen Dicruridae).

## Soorten
Het geslacht kent de volgende soort:
- Chaetorhynchus papuensis – Bergdrongo